# Покровський Володимир Валерійович
Володимир Валерійович Покровський (рос. Владимир Валерьевич Покровский, 18 листопада 1948, Одеса) — радянський та російський письменник-фантаст та журналіст.

## Біографія
Володимир Покровський народився в Одесі, пізніше сім'я майбутнього письменника перебралась до Москви. У Москві Володимир Покровський закінчив школу, пізніше навчався у Московському авіаційному інституті. Після закінчення інституту деякий час Покровський працював інженером у Інституті атомної енергії імені Курчатова. З 1983 року Володимир Покровський працює науковим журналістом у виданнях «Наука в СССР», «НТР», «Радикал», друкувався також у газетах «Куранты», «Общая газета», «Курьер высшего образования РАН». з 1982 року Володимир Покровський брав участь у всесоюзних семінарах молодих письменників-фантастів, які відбувалися в Малєєвці та Дубултах.

## Літературна творчість
Літературну творчість Володимир Покровський розпочав ще в 1976 році із публікації в журналі «Сельская молодежь» реалістичного оповідання «Прорахунок». У 1979 році Покровський дебютував у фантастичному жанрі оповіданням «Що таке „не щастить“?». Після цього Володими Покровський періодично публікував свої фантастичні твори в журналах «Химия и жизнь», «Земля и вселенная», «Знание—Сила», «Металлург». Уже його ранні фантастичні твори привернули увагу відомих письменників-фантастів. Ще в 1982 році під час семінару молодих письменників-фантастів у Малєєвці його роман «Танці чоловіків» помітили та відзначили оригінальність сюжету керівники семінару, відомі радянські письменники-фантасти Євгеній Войскунський та Дмитро Біленкін. Цей роман проте був опублікований лише в 1989 році, ймовірно з ідеологічних міркувань, в журналі «Химия и жизнь». Оскільки на фоні фантастичного сюжету — поява у результаті медичних експериментів на людях невідомої украй заразної хвороби, яка призводить до різкого посилення творчих властивостей людини та появи у хворих паранормальних властивостей, оскільки лікування цієї хвороби не розроблене, то хворих вирішено знищувати, чим займаються спеціальні воєнізовані підрозділи, то в цьому в сюжеті роману може простежуватися аналогія з дисидентством у СРСР або з періодом культу особи Сталіна, коли проводились кампанії з ліквідації або ув'язнення інакодумців. Євгеній Войскунський висловлює також думку, що цим романом Покровський передбачив епідемію страшної хвороби в майбутньому, та висловлював думку, що це може бути СНІД. Серед ранніх творів Покровського помітною є також повість «Час темного полювання», у якій описуються наслідки для невеликої групи людей безконтрольної колонізації маловивчених планет у майбутньому. Володимир Покровський пише переважно в жанрі соціальної фантастики, у його творах часто ставляться важкі запитання на соціальні теми, часто із домішкою іронії та сарказму. Найвідомішим із творів письменника вважається цикл «Куафери», де часто з іронією описуються пригоди екологів-практиків у майбутньому, які займаються тераформуванням інших планет, що призводить часто до знищення більшості видів живої природи на цих планетах. Серед інших помітних творів автора цикл іронічної фантастики «Гітіки», а також іронічний детектив «Тисяча важких». Незважаючи на це, що Володимир Покровський є досить відомим у Росії письменником, у його доробку в пострадянській Росії лише три авторські збірки творів, які вийшли друком зовсім невеликими тиражами (деякі лише близько 100 екземплярів).

## Нагороди та премії
Володимир Покровський є лауреатом премії «Мандрівник» у 1998 році, а також премій «Сигма-Ф» у 2005 році та «Філігрань» у 2013 році.

## Переклади
Твори Володимира Покровського перекладені англійською, болгарською, угорською, грузинською, китайською, корейською, монгольською, німецькою, польською, сербохорватською, словацькою, французькою, чеською, японською мовами.

### Романи
- 1989 — Танцы мужчин
- 1997 — Дожди на Ямайке
- 2009 — Пути-Пучи
- 2013 — Персональный детектив

### Повісті
- 1983 — Время тёмной охоты
- 1989 — Парикмахерские ребята
- 1992 — Метаморфоза
- 1992 — Тысяча тяжких
- 1996 — Георгес или одевятнадцативековивание
- 2001 — Планета, где всё можно
- 2015 — Вторая жизнь Генри Моргана
- 2015 — Чёртова дочка

### Оповідання
- 1976 — Просчет
- 1977 — Что такое «не везёт»?
- 1983 — Покоритель чёрных дыр
- 1984 — Самая последняя в мире война
- 1985 — Шарлатан
- 1988 — Отец
- 1990 — Роща на вершине холма
- 1991 — Квазиклассический треугольник
- 1997 — Люди сна
- 1999 — Допинг-контроль
- 2000 — Им меня не поймать!
- 2000 — Индекс 97
- 2000 — Конь и дельфин
- 2000 — Про Вакса!
- 2000 — Проханов
- 2001 — Скажите «Раз»!
- 2004 — Жизнь сурка, или Привет от Рогатого
- 2006 — Пират Карибского моря
- 2006 — Цветы на голове
- 2007 — Скрипач
- 2007 — Соспираль
- 2008 — Враг человечества
- 2008 — Гений Чёрной Сети
- 2008 — Игры с дьяволом
- 2008 — Козлянка
- 2008 — Лохнесс на Конке
- 2008 — Музыкальный тротуар
- 2008 — Перед взрывом
- 2008 — Самая страшная военная тайна Рязоборонтеха
- 2008 — Финский писатель Ярно Ахтисуукка
- 2008 — Хор Трубецкого
- 2008 — Человек-саламандра
- 2009 — Бессмертные
- 2009 — Дьяволы не так уж и безобидны
- 2012 — Геном старика
- 2012 — Петропавловский монастырь и его призраки
- 2012 — Портрет убийцы
- 2014 — Возрастные войны

### Цикли творів
- Гитики (2006—2007)
- Игры с дьяволом (2008—2009)
- Куаферы (1989—1997)

### Збірки
- 1998 — Планета отложенной смерти
- 2001 — Георгес или одевятнадцативековивание
- 2009 — Пути-Пучи